# Institut de la Communication Audiovisuel de Polynésie française - ICA
Créée en 1984, l'I.C.A. (Institution de la Communication Audiovisuelle) est aujourd'hui la mémoire audiovisuelle de la Polynésie française. Depuis 2005, l’institut est membre de la Fédération Internationale des Archives de Télévision (F.I.A.T.).
Les locaux de l'établissement sont situés sur la colline Putiaoro du quartier de la Mission à Papeete sur l'île de Tahiti.
Le fonds ICA riche d’environ 25 000 références est composé de documentaires, de vidéogrammes institutionnels, de nombreuses émissions de télévision, de plusieurs centaines d’heures d’images consacrées à la Polynésie. 
Grâce aux acquisitions de documents provenant d’Europe, des États-Unis, d’Australie et aux dépôts volontaires des Polynésiens, l’ICA constitue peu à peu une collection unique d’archives audiovisuelles consacrée à la Polynésie depuis les origines du cinéma à nos jours. 

## Missions
Au cours de l’année 2003, les missions de l’Institut de la Communication Audiovisuelle ont été recentrées autour de la conservation et de la valorisation du patrimoine audiovisuel de Polynésie française.
La délibération n° 2002-171/APF du 12 décembre 2002 définit dans son article 2, les missions de l’établissement : 
1) La conservation du patrimoine audiovisuel de Polynésie française : 
- Assurer la collecte des programmes audiovisuels;
- Préserver et restaurer les fonds;
- Permettre l’accessibilité aux documents audiovisuels.

2) La valorisation du patrimoine audiovisuel de Polynésie française : 
- Développer l’exploitation des fonds;
- Valoriser les archives à des fins scientifiques, éducatives et culturelles.

### Le site officiel
- (fr) Site de l'Ica